# نیکلاس ایزیلو
نیکلاس ایزیلو (انگلیسی: Nicolas Izzillo؛ زادهٔ ۱۹ آوریل ۱۹۹۴) بازیکن فوتبال است.
از باشگاه‌هایی که در آن بازی کرده‌است می‌توان به باشگاه فوتبال اسپتزیا اشاره کرد.